# Esaias Edquist
Elof Esaias Edquist, född 1 januari 1822 i Eskilsäter, död 17 mars 1893 i Uppsala, var en boktryckare och bokförläggare verksam i Uppsala. 
Edquist blev student vid Uppsala universitet 1840 och sedan filosofie doktor där 1857 med avhandlingen Om verldsförklaringens problem.  Han startade förlagsverksamhet under firman Edquist & Co och från 1862 under firman Edquist & Berglund. Från 1873 var han ensam ägare till firman från vars tryckeri Upsala-Posten gavs ut till oktober 1862. År 1882 sålde han firman till Robert Almqvist (1857–1938) och Julius Wiksell (1855–97) som bildade Almqvist & Wiksell Tryckeri. Under sina sista år hade Edquist ekonomiska bekymmer, han dog ogift 1893.